# Saint-André-du-Lac-Saint-Jean
Saint-André-du-Lac-Saint-Jean è un villaggio del Canada, situato nella provincia del Québec, nella regione di Saguenay-Lac-Saint-Jean.